# Internet Encyclopedia of Philosophy
Internet Encyclopedia of Philosophy (с англ. — «Интернет-энциклопедия философии») — научная онлайн-энциклопедия, посвящённая философии, философским темам и философам. IEP содержит публикации в открытом доступе и рецензируемые статьи из журналов. Авторы, как правило, приглашаются специально и являются международно признанными и ведущими специалистами в своей области.

## Описание
Интернет-энциклопедия философии была основана философом Джеймсом Физером в 1995 году, создавшим некоммерческую организацию для предоставления доступной и академической информации о философии. Летом 2009 года весь веб-сайт был переработан и перешёл со статических HTML-страниц на WordPress, платформу для публикации с открытым исходным кодом.
В настоящее время главными редакторами являются философы Джеймс Физер и Брэдли Дауден.
Целевая аудитория IEP — студенты философии, а также учёные, которые не являются специалистами в данной области, поэтому статьи написаны в доступном стиле. Они состоят из краткого обзора, основной части статьи и аннотированной библиографии. Статьи можно искать либо по алфавитному указателю, либо через поиск, использующий механизм от Google (поисковая система).

## Критика
Американская библиотечная ассоциация включила Интернет-энциклопедию по философии в список лучших бесплатных справочных сайтов; IEP выбран одним из рекомендованных онлайн-ресурсов по философии Federation of Australasian Philosophy in Schools Associations. EpistemeLinks называет IEP одним из «выдающихся ресурсов» по философии в Интернете. В целом Internet Encyclopedia of Philosophy перечислена в качестве надежного ресурса в руководстве по философии Кембриджского университета.
По данным SimilarWeb, веб-сайт IEP используется от двух до трех миллионов раз в месяц. Около 75 % просмотров осуществляется после поиска в интернете, 18 % — путём прямого доступа, и 5 % — через рефералов.

## Ссылка
- iep.utm.edu — официальный сайт Internet Encyclopedia of Philosophy